# Guillermo Lasso
Guillermo Alberto Santiago Lasso Mendoza (Guayaquil, 16 novembre 1955) è un imprenditore, banchiere e politico ecuadoriano, dal 24 maggio 2021 al 23 novembre 2023 presidente dell'Ecuador. È stato il primo presidente di destra del paese in quasi due decenni.
È stato per un breve periodo Ministro dell'Economia durante la presidenza di Jamil Mahuad nel 1999. In precedenza è stato Governatore del Guayas dal 1998 al 1999. Nel 2003 è stato per breve tempo ambasciatore itinerante dell'Ecuador durante l'amministrazione Lucio Gutiérrez, per una ventina d'anni presidente esecutivo di Banco Guayaquil, è stato anche molto critico della presidenza di Rafael Correa.
Fondatore del partito CREO, è stato candidato alle elezioni ecuadoriane tre volte, nel 2013, nel 2017 e nel 2021.

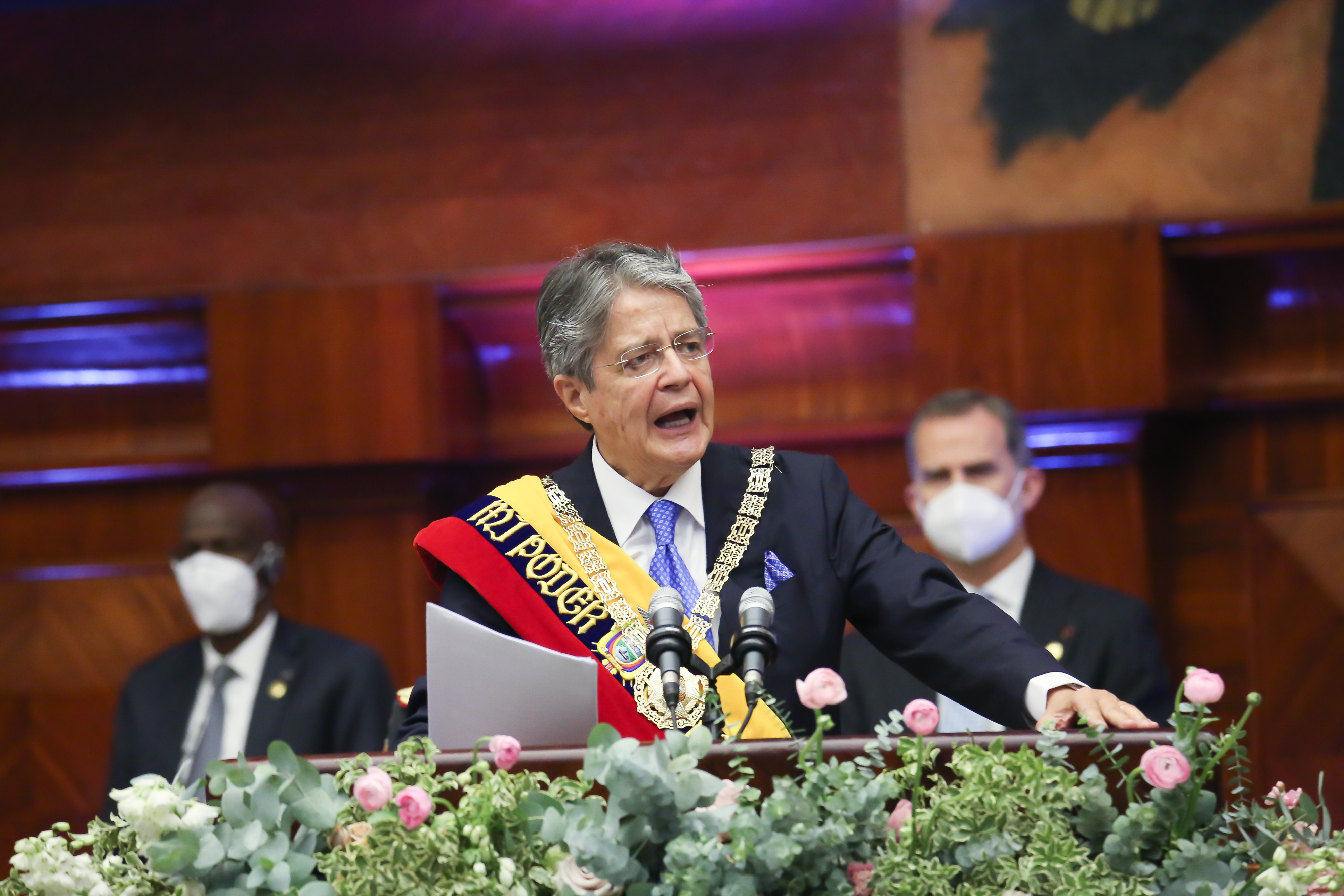
Guillermo Lasso durante il suo discorso di insediamento

È membro dell'Opus Dei.

## Biografia
Lasso è nato a Guayaquil da una famiglia borghese nel quartiere di Orellana. I suoi genitori erano Enrique Lasso Alvarado e Nora Mendoza. Lasso ha dieci fratelli e la sua famiglia ha vissuto tra le difficoltà finanziarie. All'età di 15 anni, lavorava per guadagnare abbastanza soldi per pagarsi gli studi al Colegio La Salle High School. Dopo essersi diplomato al liceo, entrò nella Pontificia Università Cattolica dell'Ecuador a Quito per studiare economia, ma se ne andò senza conseguire la laurea. 
Nel 1970, Lasso ha iniziato a lavorare part-time presso la Borsa di Guayaquil e in seguito in un'agenzia di riscossione, Casa Möeller Martínez. Nel 1972, ha lavorato presso la società finanziaria Cofiec e poi presso Finansa a Quito. La sua prima azienda fu Constructora Alfa y Omega, fondata con il fratello maggiore Enrique Lasso nel 1978, quando aveva 23 anni. 
Nel 1998, Lasso è stato nominato governatore di Guayas, proprio quando il governo nazionale ha attuato una privatizzazione di massa di aziende e industrie pubbliche. L'Ecuador ha attraversato un collasso economico nel 1999, in seguito al quale Lasso è stato temporaneamente nominato  nella nuova posizione di "Super Ministro" dell'Economia, in sostituzione della dimissionaria Ana Lucia Armijos. Come ministro delle finanze, ha operato sotto il presidente Jamil Mahuad e ha condotto i negoziati con il Fondo monetario internazionale per ottenere sostegno economico. È stato anche incaricato di coordinare la politica del governo in risposta alla crisi economica del Paese.

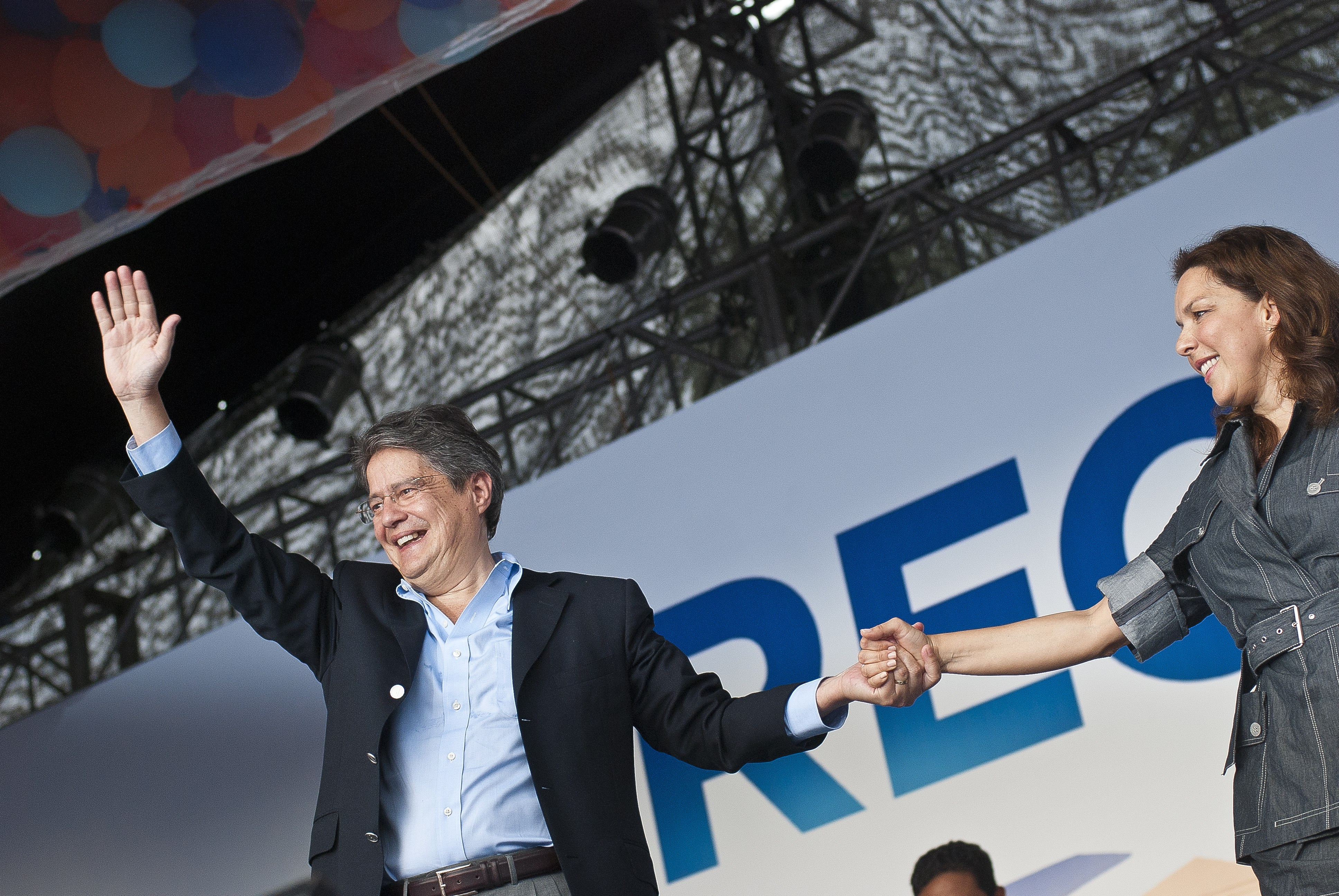
Lasso durante le elezioni del 2013

Nelle elezioni generali ecuadoriane del 2013 è stato candidato alla presidenza per il partito CREO (Creando Opportunità), da lui fondato. È arrivato al secondo posto con il 22,68% dei voti validi, ma il presidente in carica, Rafael Correa, ha ottenuto più del doppio, il 57,17%. Lasso è, attraverso un fondo chiamato con le sue iniziali, GLM, il maggiore azionista del Banco de Guayaquil, dove è stato presidente esecutivo per più di 20 anni.
All'inizio del 2017, Lasso ha lanciato la sua seconda campagna presidenziale per succedere al presidente in carica Correa che aveva già raggiunto il limite dei due mandati definito costituzionalmente. Il tema della sua campagna è stato quello del "cambiamento" e si è impegnato a creare un milione di posti di lavoro in Ecuador. Ha ricevuto il 48,84% perdendo contro Lenín Moreno, candidato del partito Alianza PAIS, che ha ottenuto il 51,16%. In base al risultato, Lasso ha accusato i suoi oppositori di frode elettorale e ha definito “illegittima” la nuova amministrazione.  Nel febbraio 2017, Lasso ha dichiarato in un'intervista a un quotidiano britannico che, in caso di vittoria alle elezioni presidenziali, avrebbe "chiesto cordialmente" a Julian Assange, il fondatore di WikiLeaks, di lasciare l'ambasciata ecuadoriana a Londra entro 30 giorni.

## Presidenza dell'Ecuador
Lasso si è ricandidato alle elezioni generali del 2021, nominando il neurochirurgo Alfredo Borrero come suo compagno di corsa. Al primo turno, Lasso era leggermente dietro l'attivista per i diritti indigeni Yaku Pérez, ma alla fine ha raccolto abbastanza voti per assicurarsi un secondo posto.

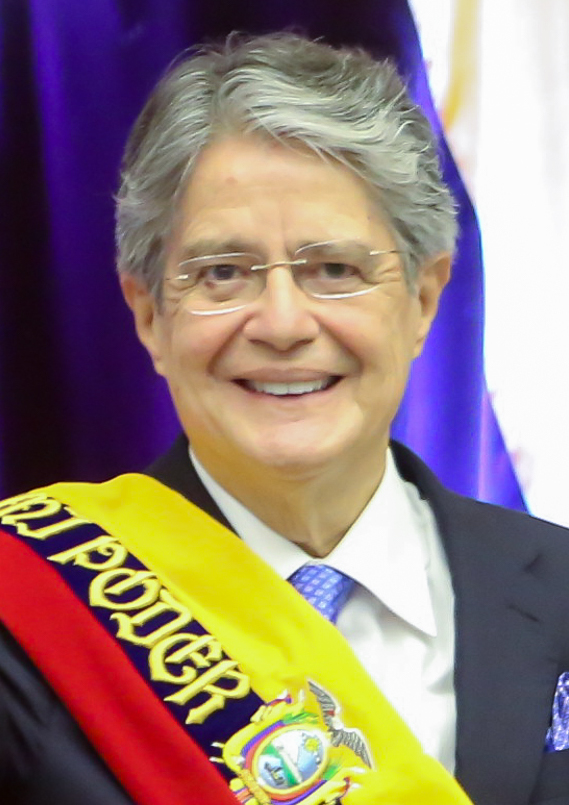
Guillermo Lasso nel 2021

Dopo il primo turno, ha affrontato il socialista e alleato di Rafael Correa, Andrés Arauz. Arauz era considerato il favorito per la presidenza e il "candidato scelto" dell'ex presidente Correa.  Nei sondaggi prima del ballottaggio, Arauz era largamente in testa nei sondaggi. Invece l'11 aprile Lasso ha sconfitto Arauz nel ballottaggio, con molte agenzie di stampa che notavano il cambiamento conservatore tra l'elettorato ecuadoriano. Lasso ottenne il 52,4% dei voti, mentre Arauz il 47,6% dei voti.  La sua vittoria è stata anche vista come una vittoria per i sostenitori del libero mercato nel paese. Alcuni media hanno descritto la vittoria di Lasso come scioccante. 
Dopo la vittoria, il presidente dell'Uruguay Luis Lacalle Pou è stato il primo leader nazionale a congratularsi con Lasso auspicando un lavoro in comune tra i due Paesi.
Lasso ha prestato giuramento come 47º presidente dell'Ecuador il 24 maggio 2021 al Palazzo Carondelet di Quito. Ha promesso che avrebbe aumentato il numero di vaccinazioni COVID e promosso la produzione di petrolio, l'estrazione mineraria e le privatizzazioni nel paese. Una delle sue prime azioni in carica includeva l'espansione del Ministero dello Sport e l'eliminazione dei debiti dei cittadini che dovevano $ 1.000. Ha anche nominato il vicepresidente Alfredo Borrero come responsabile della revisione del sistema sanitario del paese e della risposta al COVID.
Per liberare risorse finanziarie per lo stato, ha annunciato la privatizzazione di tre raffinerie, alcune autostrade, l'azienda pubblica di telecomunicazioni e il Banco del Pacifico, così come l'esenzione fiscale per gli investimenti nel settore del turismo, particolarmente colpito dalla pandemia, per trent'anni.
Nel settembre 2021, ha annunciato il lancio del Creation of Opportunities Act (CREO), dal nome del suo partito politico, che include la riforma fiscale e l'alleggerimento del codice del lavoro. La legge prevede una riduzione dell'IVA per diversi prodotti, l'abolizione della tassa di successione per i figli e i coniugi, l'abolizione della tassa sulle piccole imprese, assunzioni e orari di lavoro più flessibili per i nuovi posti di lavoro, e la creazione di zone franche con incentivi fiscali per attirare investimenti stranieri.
La ripresa economica è lenta dopo il calo del PIL nel 2020: +2,8% nel 2021 e +3,5% nel 2022 secondo una proiezione, soprattutto grazie alle vendite di petrolio. Si tratta di una delle performance più deboli del continente americano. Allo stesso tempo, l'Ecuador è fortemente indebitato e sotto pressione da parte del Fondo Monetario Internazionale (FMI), che chiede “riforme strutturali”. Per continuare a ottenere i fondi del FMI, il governo ha scelto di tagliare la spesa pubblica, portando a un deterioramento dei servizi. Nonostante la pandemia, il settore ospedaliero è stato oggetto di un piano di licenziamenti, mentre i tagli al budget hanno portato a una carenza di farmaci. La pressione sul tenore di vita dei più poveri è aumentata.
Pro-americano su questioni di politica internazionale, Guillermo Lasso è considerato un alleato privilegiato dell'amministrazione Biden. Ha promosso una legge di associazione con gli Stati Uniti, approvata nel 2022 dal Congresso americano ma percepita dai suoi detrattori come un aggiornamento della Dottrina Monroe e infine respinta dal Parlamento ecuadoriano. Nel luglio 2023 ha firmato due nuovi accordi di cooperazione che consentono all'esercito statunitense di intervenire direttamente sul territorio ecuadoriano.

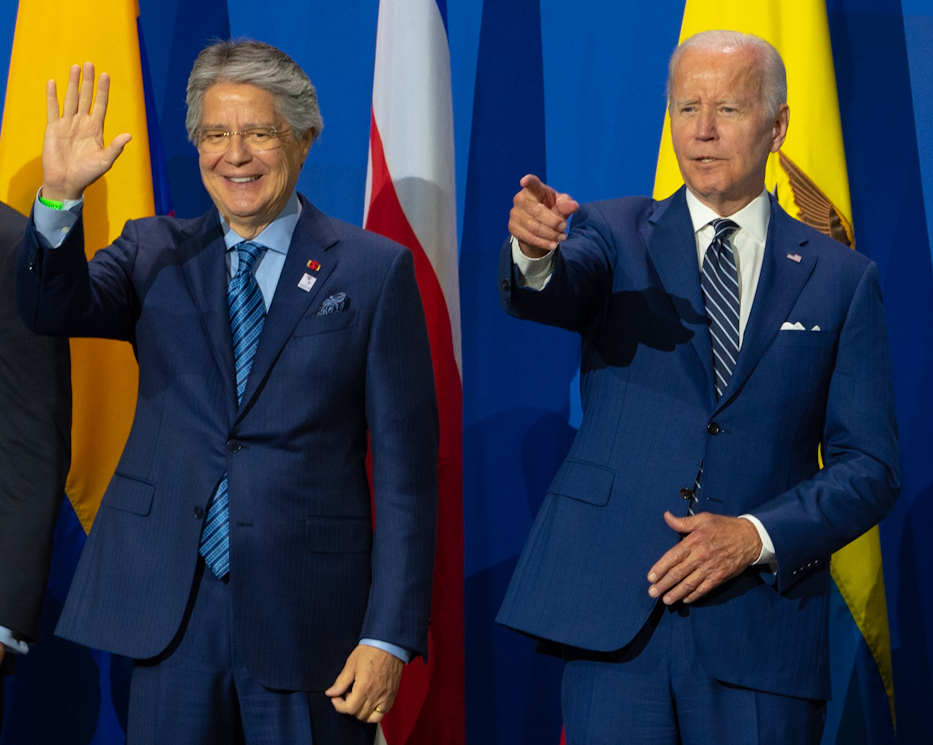
Lasso con il Presidente degli Stati Uniti Joe Biden al 9º Summit delle Americhe
nel giugno 2022

Dopo l'invasione russa dell'Ucraina nel febbraio 2022, Lasso ha affermato che l'Ecuador sosterrà la posizione delle Nazioni Unite e dell'Organizzazione degli Stati americani nel condannare l'invasione etichettando l'invasione come "aggressione"; tuttavia, ha affermato che l'Ecuador non ha intenzione di sospendere le relazioni diplomatiche con la Russia. Nello stesso mese, Lasso ha visitato Pechino e ha incontrato il presidente Xi Jinping; hanno discusso un accordo commerciale e rinegoziato i colloqui sul debito.
Nel marzo 2022, Lasso ha espresso interesse a candidarsi per la rielezione alle elezioni del 2025.

### Crisi della sicurezza
Guillermo Lasso si confronta rapidamente con il rafforzamento della criminalità organizzata, alimentata dalla crescente povertà. Guayaquil, capitale economica dell'Ecuador, è diventata un porto di transito strategico per i trafficanti. Il numero di omicidi in città è aumentato del 60% nel 2022 rispetto al 2021.
Nelle carceri, nello stesso periodo sono stati registrati quasi 400 omicidi, rendendo le carceri ecuadoriane le più pericolose dell'America Latina. Le autorità attribuiscono la violenza nelle carceri alle rivalità tra bande legate ai cartelli della droga della Colombia e del Perù, i due principali produttori mondiali di cocaina. “Il governo incolpa i cartelli internazionali per assolversi da ogni responsabilità”, afferma l'accademico Luis Astudillo, che denuncia “l'assenza di una politica carceraria pubblica e la mancanza di risorse destinate alle carceri”. Il tasso di omicidi, che nel 2017 era di 5,8 per 100.000 abitanti, raggiungerà il 25 per 100.000 entro il 2022. 

### Tentativo di impeachment
Il 13 giugno 2022, in seguito all'aumento dei prezzi del carburante e del cibo nel paese, sono iniziate svariate proteste contro le politiche economiche di Lasso, a cui il Presidente ha risposto con durezza, sospendendo le comunicazioni tramite social network inerenti alle proteste ed autorizzando le forze di polizia ad usare la forza contro i manifestanti. In risposta a ciò, diversi membri dell'Assemblea Nazionale hanno condannato le azioni di Lasso e chiesto il suo impeachment, iniziando il processo il 28 giugno 2022, ma fallendo per l’assenza del numero necessario di voti per estrometterlo. Nel mentre, Lasso si era anche rifiutato di avviare colloqui di pace con i leader delle proteste indigene per porre fine alle manifestazioni, il che ha portato anche alla condanna dei membri dell'assemblea e dei leader della protesta.

### Secondo tentativo di impeachment eMuerte Cruzada
Nel marzo 2023, sono iniziate le udienze parlamentari per un tentativo di impeachment contro Lasso per appropriazione indebita, dopo che la Corte costituzionale ha approvato la richiesta dei legislatori dell'opposizione.
Il Parlamento ha così votato per aprire un'indagine sul Capo dello Stato dopo che un sito web ha rivelato l'esistenza di un sistema di corruzione istituito nelle società pubbliche da Danilo Carrera, un cognato di Lasso. Il Presidente è dunque stato accusato complicità ed omertà. Il 29 marzo, la Corte costituzionale ha convalidato la richiesta del parlamento con sei voti favorevoli contro tre contrari.
Il 16 maggio 2023, l'Assemblea Nazionale iniziò ufficialmente il procedimento di impeachment contro Lasso. Durante la sua testimonianza, Lasso ha definito il procedimento politicamente motivato, sciogliendo tuttavia il parlamento il giorno seguente, secondo una misura costituzionale nota come “Muerte Cruzada” (Morte incrociata). Ciò, tuttavia, secondo quanto prescritto dalla Costituzione, ha fatto cessare anche il suo mandato (da cui il termine “incrociata”), anticipando sia le elezioni parlamentari che presidenziali. Questa è stata la prima volta che un presidente ecuadoregno ha usato questa misura costituzionale per evitare l'impeachment.

## Posizioni e idee politiche
Liberale e conservatore, la sua agenda pubblica include punti liberali classici come la difesa della divisione dei poteri e dei diritti fondamentali. Ha anche espresso opinioni a favore della riduzione delle tasse ed è un sostenitore del libero mercato.
È membro dell'Opus Dei e si oppone alla legalizzazione dell'aborto, anche in caso di stupro o malformazione fetale.
Ha sostenuto l'espulsione di Julian Assange dall'ambasciata ecuadoriana a Londra.
Durante la sua campagna presidenziale del 2021, ha spiegato che avrebbe fatto dell'eliminazione totale del deficit la sua priorità, proponendo di ridurre le spese e aumentare le entrate del petrolio. Sostenitore del libero scambio, si è impegnato ad abolire la tassa sulle rimesse in Ecuador e a firmare accordi commerciali con Stati Uniti, Cina e Corea del Sud, tra gli altri. Intende anche promuovere gli investimenti stranieri abbassando le tasse, rispettare gli accordi con il Fondo Monetario Internazionale e i mercati finanziari, privatizzare il Banco del Pacifico, limitare i sussidi per il carburante ai più poveri, aumentare le imposte sui consumi e creare un milione di posti di lavoro.

## Vita privata
Nel 1977, Lasso incontrò María de Lourdes Alcívar, che avrebbe poi sposato nel 1980. Hanno cinque figli: María de Lourdes, Juan, Guillermo Enrique, Santiago e María de las Mercedes. 
Nel 2018, Lasso ha subito un intervento chirurgico al midollo spinale presso la Cleveland Clinic negli Stati Uniti a seguito di una lesione alla schiena dovuta ad una caduta in un pellegrinaggio in Spagna nel 2013.  L'operazione lo ha costretto ad utilizzare una stampella. Nel giugno 2021, Lasso ha subito un secondo intervento chirurgico al midollo spinale sempre negli Stati Uniti, a Miami, in Florida,  per "riacquistare la regolare mobilità delle gambe".

## Controversie
Secondo le informazioni dell'ispettorato bancario di Panama rivelate dal giornale argentino Página/12, Guillermo Lasso è associato a circa 50 società offshore situate in paradisi fiscali. Si dice che la sua fortuna sia cresciuta da uno a 31 milioni di dollari tra il 1999 e il 2000, quando il paese fu colpito da una grave crisi finanziaria.
Il Center for Economic and Policy Research (CEPR), un centro di ricerca con sede a Washington, riporta nel 2017 l'esistenza di società di comodo in Florida legate a Guillermo Lasso che possedevano proprietà a Miami, in Florida, per un valore di oltre 30 milioni di dollari. Nel 2021, l'agenzia afferma che “una revisione dei registri aziendali e immobiliari della Florida mostra che le partecipazioni delle società di comodo legate a Lasso sono aumentate dal 2017”. I reporter del Miami Herald e di Plan V hanno stabilito che una di queste società di comodo ha assunto una società di PR con sede a Miami per migliorare l'immagine di Guillermo Lasso nei media statunitensi e britannici.
Il suo nome è stato menzionato nell'ottobre 2021 nei cosiddetti Pandora Papers.